# Matteo Palotta
Matteo Palotta (Palerm, (Sicília), 1680 - Viena (Àustria), 28 de març, 1758) fou un compositor sicilià conegut també, com Il Panormitano.
Va fer els seus estudis al Conservatori de sant Onofre de Nàpols, sembla que tingué de company a Pergolesi. Al seu retorn a Palerm va aprovar els exàmens necessaris i va ser ordenat sacerdot secular. A continuació, es va dedicar amb gran ardor als estudis en part-escrit i contrapunt, i va produir una valuosa obra "Gregoriani cantus enucleata praxis et cognitio" sent un tractat de Guido d'Arezzo, "Solmisation" i un llibre d'instrucció en els tons de l'església. S'ha suposat que l'emperador Carles VI va convidar Palotta a Viena com a Mestre de Capella, però Palotta mateix va sol·licitar a l'emperador el 1733, demanant el lloc de compositor de música a cappella. El llavors tribunal capellmeister el va recomanar calorosament i va ser nomenat un dels compositors judicials amb un salari de 400 florins el 35 de febrer de 1733, va ser acomiadat el 1741 i reintegrat el 1749. En total ocupà aquell càrrec durant quaranta anys en dues vegades.
Les biblioteques de la capella de la cort i de la "Gesellschaft der Musikfreunde" posseeixen un nombre de les seves misses de 4 a 8 parts, motets, etc., tot escrit en un estil pur i elevat de l'església, les parts es mouen amb facilitat i naturalment malgrat el seu elaborat contrapunt. En molts punts recorden Caldara. Una característica especial de la música de Palotta és el desenvolupament lliure del tema principal i la manera hàbil de combinar-lo amb els contra-subjectes.